# Zuid-Sandwichtrog

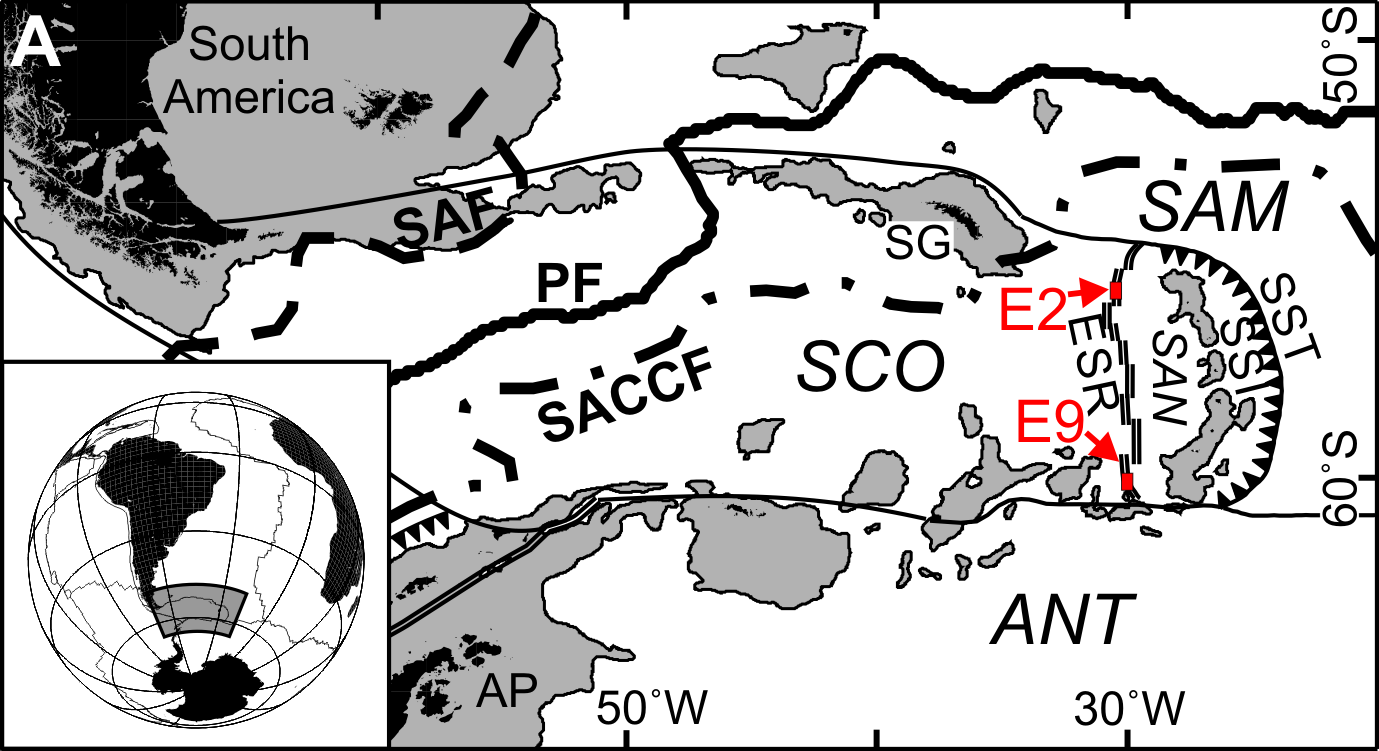
Ligging van de Zuid-Sandwichtrog (SST)

De Zuid-Sandwichtrog is een diepe trog in het zuiden van de Atlantische Oceaan, 100 kilometer ten oosten van de Zuidelijke Sandwicheilanden.
De trog is ontstaan door subductie van het zuidelijke gedeelte van de Zuid-Amerikaanse Plaat onder de Sandwichplaat. De Zuidelijke Sandwicheilanden vormen een vulkanische eilandboog die door deze actieve subductie zijn ontstaan. Mount Belinda op Montagu-eiland is een actieve vulkaan.
De trog heeft een totale lengte van 965 kilometer lang en een maximale diepte van 8.266 meter, waarmee het de diepste trog van de zuidelijke Atlantische Oceaan is en de op een na diepste van de hele Atlantische Oceaan na de Trog van Puerto Rico.